# Азербайджано-ливанские отношения
Азербайджано-ливанские отношения — двусторонние отношения между Азербайджанской Республикой и Ливанской Республикой в политической, социально-экономической, культурной и других сферах.

## Дипломатические отношения
30 декабря 1991 года Ливан признал независимость Азербайджанской Республики. 18 сентября 1992 года был подписан протокол об установлении дипломатических отношений между двумя странами. 26 декабря 1997 года Распоряжением Президента Азербайджана Гейдара Алиева посол Азербайджана в Египте одновременно был назначен послом в Ливане.
30 сентября 2009 года Президент Азербайджана Ильхам Алиев подписал Распоряжение «Об обеспечении деятельности посольства Азербайджанской Республики в Ливанской Республике (городе Бейрут)».
5 октября 2015 года Распоряжением Президента Азербайджана № 1435 Агасалим Шукюров был назначен Чрезвычайным послом Азербайджана в Ливане.

### Соглашения
Между Азербайджаном и Ливаном были подписаны следующие соглашения:
1. Соглашение о поощрении и взаимной защите инвестиций (11 февраля 1998 года). Утвержден Законом Азербайджанской Республики № 565-IQ от 4 декабря 1998 года.
2. Соглашение о воздушном сообщении (11 февраля 1998 года). Вступил в силу 8 мая 1999 года.
3. Соглашение о взаимной помощи по таможенным вопросам (11 февраля 1998 года). Вступил в силу 1 мая 1999 года.
4. Соглашение о торгово-экономическом сотрудничестве (11 февраля 1998 года). Вступил в силу 8 мая 1999 года.[2]

## Сотрудничество
Стороны сотрудничают в области Информационно-коммуникационных технологий (ИКТ), а также культуры, молодёжи и спорта.
В феврале 1998 года в ходе официального визита премьер-министра Ливана Рафика аль-Гарири в Азербайджан, между правительствами двух стран было заключено 4 соглашения по вопросам экономического сотрудничества.

### Торговый оборот
| Год  | Импорт | Экспорт  | Торговый оборот | Сальдо    |
| 2014 | 1536,0 | 35 091,2 | 36 627,2        | -24 849,5 |

Согласно статистическим данным торгового отделения ООН (COMTRADE), в 2018 году объём экспорта Азербайджана в Ливан составил 2,41 миллиона долларов США.
В 2018 году объём экспорта Ливана в Азербайджан составил 16,76 тысяч долларов США. Основу экспорта составляют сахар и сахарные кондитерские изделия.
Согласно статистическим данным Ассоциации производителей и экспортёров фундука Азербайджана, в 2019 году объём экспорта фундука (приблизительно 20 тонн) из Азербайджана в Ливан составил 100 тысяч долларов США.
В 2019 году число туристов из Ливана увеличилось в 2,3 раза.
4 августа 2020 года в Бейруте произошёл мощный взрыв, который стал причиной многочисленных жертв и разрушений. По поручению Президента Азербайджанской Республики Кабинет министров  принял решение оказать финансовую помощь Ливанской Республике для ликвидации последствий трагедии в сумме 1 млн долларов США.

### Международное сотрудничество
Сотрудничество на международной арене осуществляется в рамках различных международных организаций. Ливан поддерживает позицию Азербайджана в рамках Совета Безопасности ООН.